# 태풍 레끼마 (2019년)

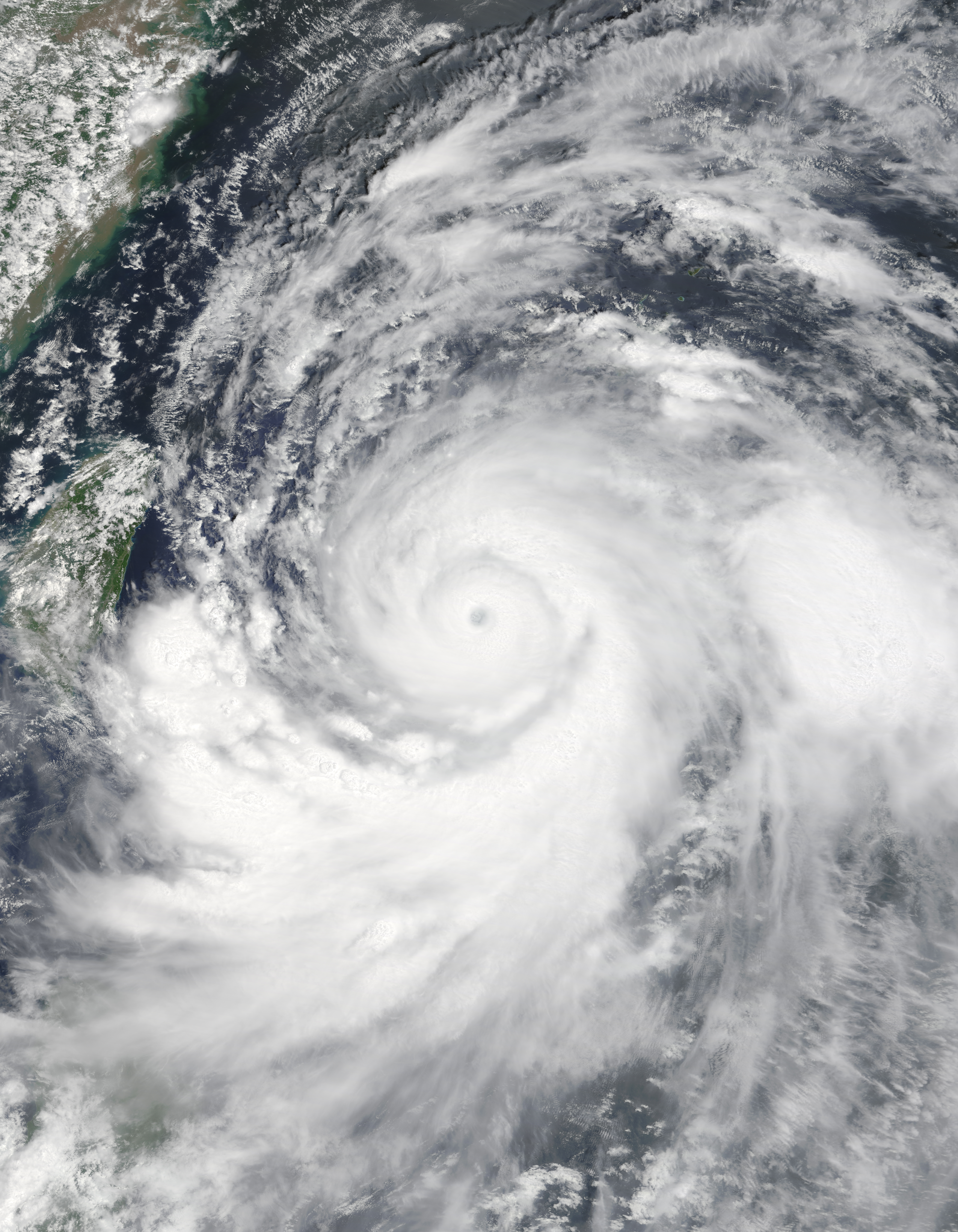
8월 8일 류큐섬 상공에서 최고조에 달하는 레끼마

태풍 레끼마(Lekima) 또는 필리핀에서 부르는 슈퍼 태풍 한나(Hanna)는 중국 역사상 세 번째로 피해가 큰 태풍이었다. 2019년 태평양 태풍 시즌의 9번째 폭풍인 레끼마는 7월 30일 필리핀 동쪽에서 형성된 열대 저기압에서 발생했다. 점차 조직화되어 열대성 폭풍이 되었으며 8월 4일에 명명되었다. 레끼마는 유리한 환경 조건에서 강화되어 카테고리 4에 해당하는 슈퍼 태풍으로 최고조에 달했다. 그러나 안벽 교체 주기로 인해 태풍이 8월 10일 초 저장성에 상륙하기 전에 카테고리 2에 해당하는 태풍으로 약화되었다. 레끼마는 이후 중국 동부를 가로질러 이동하는 동안 약화되었고 8월 11일 산둥에 두 번째 상륙했다.
레끼마의 선구자는 필리핀의 남서부 몬순을 강화하여 국가에 폭우를 가져왔다. 이번 사고로 배 3척이 침몰하고 31명이 사망했다. 레끼마는 중국 본토에 치명적인 피해를 입혔으며, 사망자 수는 71명이고 피해액은 CN 653억 7천만 엔(미화 92억 6천만 달러)이 넘는다. 이 시스템은 류큐 열도와 대만에서도 경미한 피해를 입혔다. 말레이시아에서는 태풍으로 인해 강한 조류가 발생하고 페낭 해안 지역이 부분적으로 파괴되었다.

## 같이 보기
- 태풍 레끼마
- 태풍 맛사
- 태풍 사올라 (2012년)
- 태풍 피토 (2013년)
- 태풍 풍웡 (2014년)
- 태풍 찬홈 (2015년)
- 태풍 봉퐁 (2020년)
- 태풍 인파 (2021년)
- 태풍 독수리 (2023년)